# Lista vizitelor pastorale ale papei Ioan Paul al II-lea

Națiunile vizitate de papa Ioan Paul al II-lea

În timpul domniei sale, papa Ioan Paul al II-lea („Papa Pelerin”) a făcut 104 călătorii în străinătate, mai mult decât toți papii anteriori la un loc. În total, el a înregistrat mai mult de 1.167.000 km (725.000 mi). A atras în mod consistent mulțimi mari în călătoriile sale, unele dintre cele mai mari asamblate vreodată. În timp ce unele dintre călătoriile sale (cum ar fi Statele Unite și Israelul) se îndreptau către locurile vizitate anterior de Paul VI (primul papă care călătorea pe scară largă), multe altele se aflau în țări pe care nici un papă nu le vizitase vreodată.

## Țările vizitate
Papa Ioan Paul al II-lea a vizitat 129 de țări în timpul său ca papă:
- Nouă vizite în Polonia[3]
- Opt vizite în Franța (inclusiv o vizită la Réunion)
- Șapte vizite în Statele Unite (inclusiv două escale în Alaska)
- Cinci vizite în Mexic și Spania
- Patru vizite în Brazilia, Portugalia și Elveția
- Trei vizite în Austria, Canada, Côte d'Ivoire, Croația, Republica Cehă (inclusiv o vizită în Cehoslovacia), Republica Dominicană, Germania, Guatemala, Kenya, Malta (inclusiv o escală în Luqa[4] și Slovacia (vizita în Cehoslovacia)
- Două vizite în Argentina, Australia, Belgia, Benin, Bosnia și Herțegovina, Burkina Faso, Camerun, Republica Democratică Congo, El Salvador, Ungaria, India, Nicaragua, Nigeria, Uruguay și Venezuela
- O vizită în Albania, Angola, Armenia, Azerbaidjan, Bahamas, Bangladesh, Belize, Bolivia, Botswana, Bulgaria, Burundi, Capul Verde, Republica Centrafricană, Ciad, Chile, Columbia, Curaçao Antilele Olandeze), Danemarca, Timorul de Est (apoi parte a Indoneziei), Ecuador, Egipt, Guineea Ecuatorială, Estonia, Fiji, Finlanda, Gabon, Gambia, Georgia, Ghana, Guineea, Guineea-Bissau, Haiti, Honduras , Islanda, Indonezia, Iordania, Kazahstan, Letonia, Liban, Lesotho, Liechtenstein, Lituania, Luxemburg, Madagascar, Malawi, Mali, Mauritius, Teritoriile palestiniene, Panama, Paraguay, Puerto Rico, România, Rwanda, Sfânta Lucia, San Marino, São Tomé și Principe, Senegal, Seychelles, Singapore, Insulele Solomon, Africa de Sud, Sri Lanka, Thailanda, Togo, Trinidad și Tobago, Tunisia, Turcia, Uganda, Ucraina, Regatul Unit, Zambia și Zimbabwe).
- În plus, papa Ioan Paul al II-lea a efectuat 146 vizite pastorale în Italia.

## Călătorii în afara Italiei

### Anii 1970

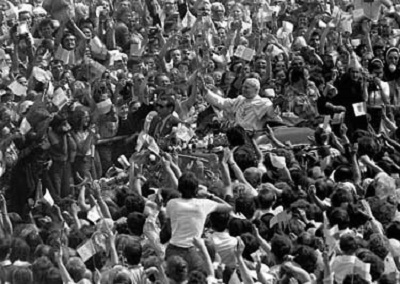
Milioane de oameni îi aplaudă pe papa Ioan Paul al II-lea în timpul primei sale vizite în Polonia ca pontif

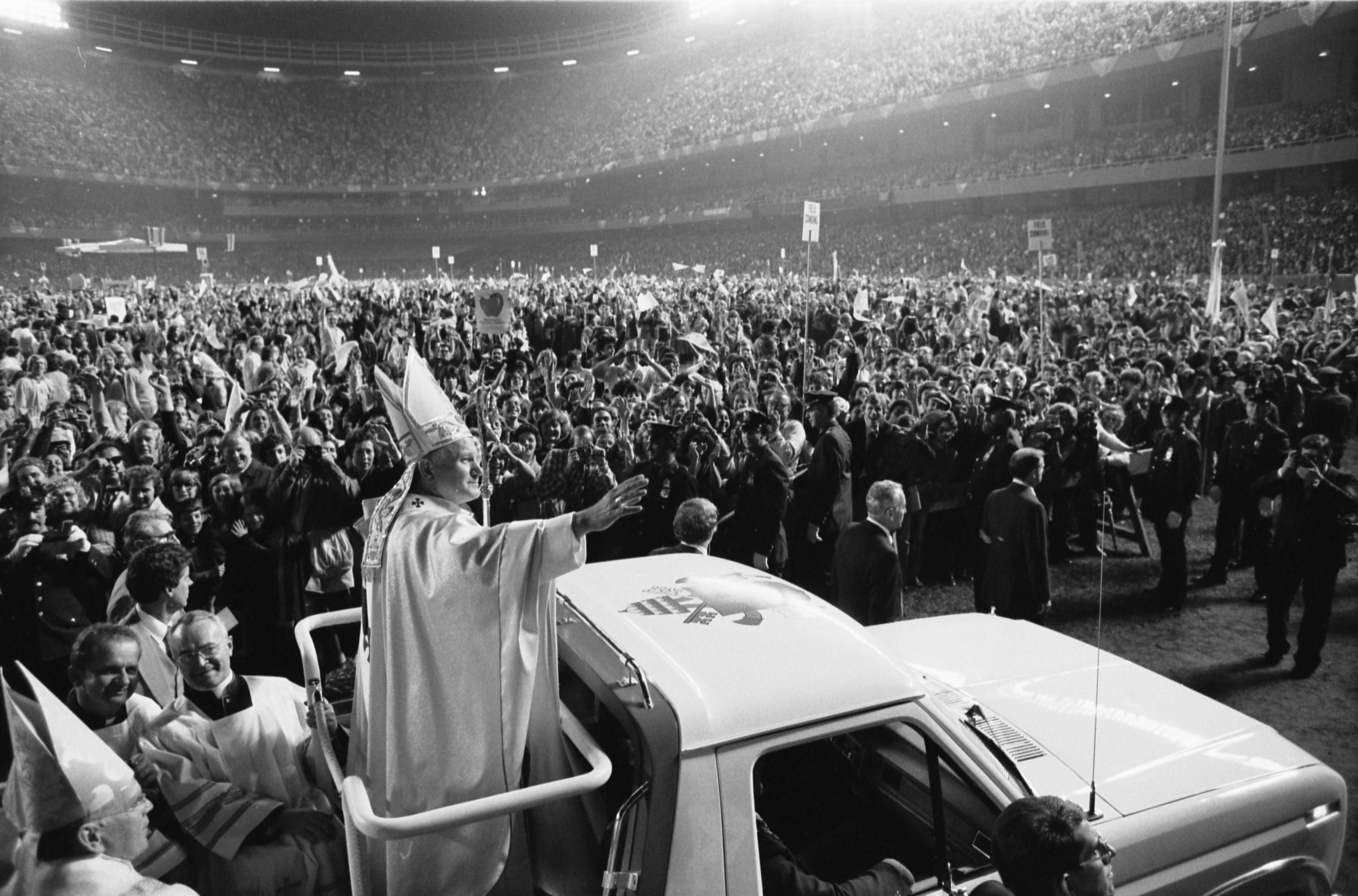
Papa Ioan Paul al II-lea, în timpul primei vizite din SUA în 1979, la Stadionul Yankee, New York City

Prima călătorie străină a Papei Ioan Paul al II-lea a fost o vizită în trei țări în Republica Dominicană, Mexic și Bahamas în ianuarie 1979. Aproximativ 18 milioane de oameni este aproximat că l-au salutat pe papa în timpul șederii sale în Mexic.
A doua vizită străină a Papei a fost în țara sa, Polonia, în iunie 1979. Aceasta a fost probabil cea mai importantă dintre toate călătoriile sale, deoarece, potrivit unor istorici, au fost pregătite o serie de evenimente care au condus la înființarea sindicatului Solidaritatea, care a reprezentat o mișcare esențială în căderea comunismului în Europa de Est. În timpul vizitei sale în Polonia, Ioan Paul a vizitat Varșovia, Gniezo, Cracovia, Nowy Tag, Auschwitz și Jasna Gora. Turneul de nouă zile a atras milioane de credincioși.
Vizita papei în Irlanda pe 29 septembrie a atras mulțimi imense. 1.250.000 de persoane, un sfert din populația insulei Irlanda, o treime din populația Republicii Irlanda, au participat la Liturghia de deschidere a vizitei din parcul Phoenix din Dublin. Peste 250.000 au participat la Liturghia Cuvântului din Drogheda mai târziu în acea seară. Sute de mii au ieșit pe străzile din Dublin în acea noapte pentru drumul pe autostradă de la Aeroportul din Dublin până la reședința prezidențială din Phoenix Park.
În ziua următoare, duminică, 30 septembrie, au fost incluse masele din Galway (300.000), Knock (450.000) și o oprire la ruinele monastice din Clonmacnois (20.000). Ziua finală a vizitei a început cu o vizită la Seminarul Național din Maynooth (la care au participat 80.000 de persoane). Liturghia finală a vizitei a fost la Greenpark Racecourse din Limerick, în sudul țării, în fața a 400.000 de oameni, ceea ce a fost mai mult decât era de așteptat.
Papa Ioan Paul al II-lea a efectuat prima sa vizită în Statele Unite în octombrie 1979. A sosit la Boston la 1 octombrie. Următoarele două zile au fost petrecute în New York City, unde s-a adresat Adunării Generale a Națiunilor Unite, a vorbit cu studenții adunați la Madison Square Garden și a condus Liturghia la stadionul original Yankeepentru 75 000 de persoane precum și la Stadionul Shea pentru o audiență de peste 52 000. A sosit la Philadelphia, la 3 octombrie, și la Des Moines, Iowa, a doua zi înainte de a ajunge la Chicago. Acolo a sărbătorit Liturghia în Grant Park, s-a întâlnit cu liderii civili și cu comunitatea poloneză din Chicago. Chicago a fost cea mai mare arhiepiscopie catolică din Statele Unite în acea vreme și a fost cea mai mare comunitate poloneză din afara Poloniei. El și-a încheiat pelerinajul în SUA, la Washington, DC, unde a devenit primul Papă care a vizitat Casa Albă. El a fost întâmpinat cu căldură de președintele Jimmy Carter și s-au întâlnit privat în Biroul Oval.
| Călătorie | Dată                         | Națiuni vizitate     | Locuri vizitate                                                                               | Informație |
| --------- | ---------------------------- | -------------------- | --------------------------------------------------------------------------------------------- | --- |
| 1         | 25– 26 ianuarie 1979         | Republica Dominicană | Santo Domingo, Santiago de los Caballeros                                                     | |
| 1         | 26 ianuarie–1 februarie 1979 | Mexico               | México, Oaxaca de Juárez, Guadalajara, Monterrey                                              | A participat la cea de-a treia Conferință Generală a Episcopilor din America Latină din Puebla                                        |
| 1         | 1 February 1979              | Bahamas              | Nassau                                                                                        | Întrerupere tehnică |
| 2         | 2–10 June 1979               | Polonia              | Varșovia, Gniezno, Częstochowa, Kraków, Kalwaria Zebrzydowska, Wadowice, Brzezinka, Nowy Targ | Comemorarea celei de-a 900-a aniversări a morții lui Stanislaus și finalizarea Sinodului diecezan din Cracovia                        |
| 3         | 29 September–1 October 1979  | Irlanda              | Dublin, Drogheda, Galway, Knock, Limerick, Maynooth                                           | Centenarul Knock. |
| 3         | 1–8 octombrie 1979           | Statele Unite        | Boston, New York City, Philadelphia, Des Moines, Chicago, Washington, DC                      | Adresat la Adunarea Generală a Națiunilor Unite (2 octombrie) unde a condamnat toate utilizările de tabere de concentrare și tortură. |
| 4         | 28–30 noiembrie 1979         | Turcia               | Istanbul, Izmir, Ankara                                                                       | S-a intalnit cu Patriarhul Demetrios I al Constantinopolului și Patriarhul Shenork I Kaloustian de Constantinopol                     |

### Anii 1980
La 3 iunie 1980, el a făcut un pelerinaj la Lisieux, în nordul Franței, orașul natal al Tereza de Lisieux. 
În 1997, el a anunțat că Sf. Tereza este a treia femeie Doctor al Bisericii. 
Vizita sa din 1980 în Franța a fost prima pentru un papă din 1814, iar călătoria sa în Germania de Vest în noiembrie 1980 a fost prima din anul 1782.

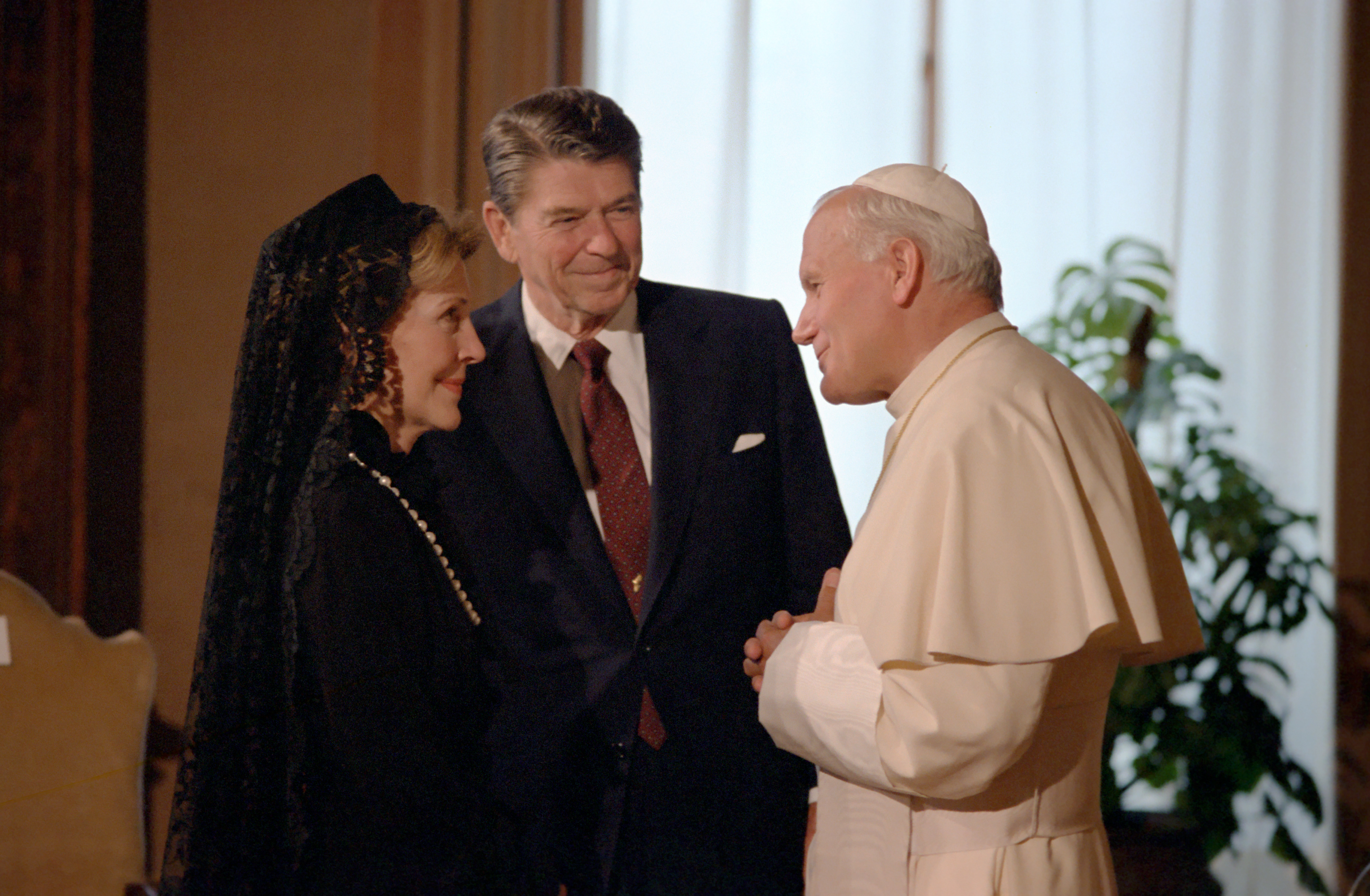
Papa cu președintele S.U.A. Ronald Reagan și Prima Doamnă Nancy Reagan, 1982